# André de Gouveia
André de Gouveia (* 1497 in Beja; †  9. Juni 1548 Coimbra) war ein wichtiger portugiesischer Humanist und Pädagoge der Renaissance.

## Leben und Wirken
André de Gouveia wurde 1497 in Beja geboren und hatte zwei Brüder, António und Marcial de Gouveia (1510–1556). Ab 1522 besuchte er in Paris das Collège Sainte-Barbe, das von seinem Onkel Diogo de Gouveia, sen. (ca. 1471–1557) geführt wurde. Einige der Studenten der Schule gelangten zu europäischer Bekanntheit, wie Aires de Barbosa  (ca. 1460–1540) ein Hellenist an der Universität Salamanca und der Philologe Aquiles Estaço, er schrieb Kommentare zu antiken Texten. 1528 erwarb André de Gouveia seinen Abschluss in den Sieben Freie Künste an der Universität Paris. Später folgte ein Abschluss in Theologie.
Sein Onkel übertrug ihm, wahrscheinlich im Jahr 1529/1530, die Leitung des Collège de Sainte-Barbe. Er übernahm die Aufgabe von Nicolas Cop der am 10. Oktober 1533 zum Rektor der Universität Paris ernannt worden war.
Vier Jahre später wurde dann André de Gouveia Rektor der Universität Paris, gab dieses Amt aber kurze Zeit später auf, um am 15. Juli 1534 die Leitung, Principal du Collège de Guyenne des Collège de Guyenne in Bordeaux zu übernehmen, wo viele Portugiesen studierten. Er trat die Nachfolge des Initiators des Kollegs  Jean de Tartas (1525–1588) an. Er hatte dieses Amt bis zum Jahr 1547 inne, als er auf Einladung von König Johann III. nach Portugal zurückkehrte, um das Colégio Real das Artes in Coimbra zu gründen.
Seine pädagogischen Schriften wurden von Michel de Montaigne, welcher Schüler am Collège de Guyenne war, sehr gelobt. Im ersten Teil seiner „Essais“ spricht Montaigne von seinem portugiesischen Lehrer als „dem größten und edelsten Direktor Frankreichs“.
André de Gouveia schaffte es, einige seiner portugiesischen, schottischen und französischen Kollegen vom „Colégio Bordalês“ an die Universität Coimbra kommen zu lassen – sie alle waren kompromittiert von der Bildung eines christlichen und gelehrten Mannes, der sich in der weltlichen Sphäre und nicht im Kloster verwirklichte.
Dennoch hinterließ de Gouveia nur wenige geschriebene Texte. Von diesen hebt sich das Reglement des Colégio de Guiena hervor, das unter dem Titel der Schola Aquitanica veröffentlicht wurde.
André de Gouveia verstarb im Jahre 1548 früh und unerwartet.

## Aktueller Bezug
Nach André de Gouveia sind in Portugal viele Schulen benannt, in der Cité Internationale Universitaire de Paris trägt das portugiesische Studentenheim (Résidence André de Gouveia) seinen Namen.

## Werke
- Schola Aquitanica. (1583)
- Quinque Universalibus.